# Škofija Mont-Laurier
Škofija Mont-Laurier je rimskokatoliška škofija s sedežem v Mont-Laurieru (Quéebc, Kanada).

## Geografija
Škofija zajame področje 19.968  km² s 92.218 prebivalci, od katerih je 82.074 rimokatoličanov (89 % vsega prebivalstva).
Škofija se nadalje deli na 51 župnij.

## Škofje
- François-Xavier Brunet (6. avgust 1913-7. januar 1922)
- Joseph-Eugène Limoges (11. september 1922-1. marec 1965)
- Joseph Louis André Ouellette ([[]27. marec] 1965-10. maj 1978)
- Jean Gratton (10. maj 1978-8. september 2001)
- Vital Massé (8. september 2001-danes)